# 国家保衛省
座標: 北緯39度4分29秒 東経125度46分7秒 / 北緯39.07472度 東経125.76861度
国家保衛省（こっかほえいしょう、朝鮮語: 국가보위성）は、朝鮮民主主義人民共和国国務委員会に直属する秘密警察・情報機関。そのすべての活動は朝鮮労働党中央委員会組織指導部に報告され、その指導を受けるとされている。

## 歴史
1973年、内務省（警察担当省庁）に相当する社会安全部から、政治犯を専門とする国家政治保衛部が分離され、部長には金炳夏が任命された。金日成は国家政治保衛部を通して反体制派を粛清し、住民が反抗できないように北朝鮮社会に恐怖感を作り出した。その後、弾圧の行き過ぎを感じ取った金日成は、責任を金炳夏に負わせて粛清した。
1982年、国家政治保衛部から「政治」の言葉が外され、国家保衛部に改称された。部長には李鎮洙が任命されたが、部の全般的な指導は金日成の後継者として台頭してきた金正日が行った。
1987年の李鎮洙死亡以後は部長は任命されず、部の実務は第一副部長のキム・ヨンリョンが担当することになる。しかし1998年、キム・ヨンリョンは、金正日から反革命分子のレッテルを貼られ自殺した。この間の1993年に国家保衛部は国家安全保衛部に改称されている。
金日成死去後に金正日体制が確立してからも国家安全保衛部長職は永らく空席で、金正日が直接この機関を指揮・指導し、実務は国家安全保衛部第一副部長の禹東測が取仕切っていた。1995年、国家安全保衛部は江界国防大学における金正日暗殺計画を未然に防いだ（金正日暗殺未遂事件）。
2011年に金正日が死去して金正恩体制が発足すると、2012年4月に金元弘が国家安全保衛部長に就任した。
消息筋によると、2016年6月に開催された第13期最高人民会議第4回会議で人民武力部と人民保安部とともに部から省へと格下げされ国家安全保衛省に名称変更したとみられていたが、同年12月の朝鮮中央テレビの報道で名称が国家保衛省に変更されていたことが判明した。
2017年2月3日、韓国統一省は金元弘が1月下旬に党組織指導部の検閲を受けて拷問などの人権侵害、様々な越権行為、不正行為を理由に国家保衛相を解任され、大将から少将に降格されていたことを発表した。これと同時に、国家保衛省の次官級の幹部が多数処刑されていたことも発表した。
2017年5月5日、国家保衛省は米国の中央情報局（CIA）と韓国の国家情報院が金正恩党委員長の暗殺を試みたと発表し、正式な謝罪を要求した。国家保衛省代弁人（スポークスマン）の声明では、「CIAと国家情報院のテロ一派を最後の1人まで探し出して処断する」というメッセージを送った。
2022年4月25日、朝鮮人民革命軍（朝鮮人民軍の前身）創設90周年記念の軍事パレードで「国家保衛省縦隊」が登場。朝鮮中央放送の映像では、「連隊旗は赤色の無地で、国家保衛省のロゴなどは確認できない。黒スーツ、黒ネクタイに、手には銃を持っていた」「国家保衛省のメンバーの映像や写真が公開されたとなれば、きわめて異例な出来事」「正恩氏が昨今、反社会主義行為を問題視していることが影響した可能性もある」との指摘がある。

## 歴代保衛部長・保衛相
- 金炳夏（1973年 - 1982年2月）
- 李鎮洙（1982年 - 1987年10月）
- 金正恩（2011年 - 2012年4月）
- 金元弘（2012年 - 2017年1月）
- 鄭京擇（2017年 - 2022年6月）[11]
- 李昌大（2022年）（現任）